# Marco Visconti
Marco Visconti (ur. w listopadzie 1353 w Mediolanie, zm. 3 stycznia 1382 w Mediolanie) – szlachcic włoski, syn współrządcy Mediolanu Bernabò Viscontiego i Beatrice della Scala, pan Parmy w latach 1364–1382.

Herb rodziny Viscontich

Urodził się jako trzecie dziecko, a najstarszy syn Bernabò i Beatrice. Jego ojcem chrzestnym był Francesco Petrarca, który zaproponował rodzicom, aby dziecko otrzymało imię Marco, na cześć Cycerona. Już 1 października 1358 Bernabò chciał zaręczyć go z córką Franciszka z Carrary, pana Padwy, ale Beatrice przekonała męża, że należy poczekać i rozejrzeć się za lepszą partią.
Tak więc w 1367 Marco poślubił Izabelę z Bawarii-Landshut, córkę Fryderyka Bawarskiego. Nie miał z nią jednak potomstwa.
W 1379 Bernabò podzielił swoje posiadłości między synów Marco, Ludovico, Carlo, Rodolfo e Gianmastino. Marco, jako najstarszy, miał być po ojcu współrządcą Mediolanu. Zmarł jednak w 1382. Wkrótce po nim zmarła też jego żona. W 1385 jego ojciec i bracia zostali uwięzieni przez kuzyna, Gian Galeazzo Viscontiego, który stał się jedynym władcą Mediolanu.